# Carouxella
Carouxella — рід грибів родини Harpellaceae. Назва вперше опублікована 1965 року.

## Класифікація
До роду Carouxella відносять 3 види:
- Carouxella coemeteriensis
- Carouxella scalaris
- Carouxella scalaris